# Polygala sphaerocephala
Polygala sphaerocephala är en jungfrulinsväxtart som beskrevs av Chod.. Polygala sphaerocephala ingår i släktet jungfrulinssläktet, och familjen jungfrulinsväxter. Inga underarter finns listade i Catalogue of Life.